# Två husvagnar
Två husvagnar är den andra publicerade romanen av den ukrainsk-engelska författaren Marina Lewycka. Romanen publicerades på engelska 2007 - två år efter publiceringen av hennes bästsäljande debutroman En kort berättelse om traktorer på ukrainska - samt översatt till svenska av Thomas Grundberg 2009.
Romanen handlar om den ukrainska Irina, som kommer till Storbritannien för att få ett bättre liv men hamnar på en jordgubbsplantage. På jordgubbsplantagen bor männen i en husvagn och kvinnorna i den andra. Plockarna kommer från hela världen - Kina, Afrika, Ukraina, Polen bland annat. När föreståndaren på plantagen, Jola från Polen, av ägarens fru ertappas med att vara närgången med ägaren, kör ägarens fru över honom. Av rädsla för polisen flyr alla jordgubbsplockarna med en Land Rover och en av husvagnarna, och tar sig över stora delar av Storbritannien, en del för att fly hem igen, och en del för att fly undan polisen.